# SimCity 2000
SimCity 2000 is in 1993 uitgebracht als opvolger voor het originele SimCity. Het is ontwikkeld door Maxis en uitgebracht door Electronic Arts. Net als het vorige deel is het een simulatiespel waarbij de speler een stad ontwerpt, bouwt en bestuurt.

## Het spel
In SimCity 2000 is de speler de burgemeester van een stad. De speler kan eerst een stuk grond inrichten door een kust, rivieren, bergen of bossen te maken waar de stad gebouwd kan worden. De speler kan vervolgens naar eigen inzicht de stad gaan bouwen. Hierbij is het de uitdaging om een grote stad te bouwen die aantrekkelijk is om in te wonen en er financieel goed voor staat. Het spel stelt heeft geen einddoel en kan in principe eindloos gespeeld worden.

SimCity 2000 bevat ook een aantal missies, waarbij er voorgebouwde steden zijn met problemen die de speler op moet lossen. Zo zullen deze steden er financieel slecht voor staan, of is er een vulkaan uitgebarsten en moet de speler de stad herstellen.

## Veranderingen ten opzichte van het origineel
De meest opvallende eigenschap ten opzichte van het origineel is dat het spel een isometrische weergave heeft. Ook zijn er verschillende grondhoogtes in dit spel en is het mogelijk om onder de grond te kijken om metro’s en waterpijpen aan te leggen.

Een bekende eigenschap van SimCity 2000 zijn de kranten. De speler kan hiermee op de hoogte worden gesteld van wat er in de stad speelt, bijvoorbeeld veel vervuiling en files, en als de stad een mijlpaal bereikt, bijvoorbeeld 20.000 inwoners. Door middel van de kranten worden ook nieuwe uitvindingen aangekondigd die vanaf dat moment in de stad gebouwd kunnen worden zoals vliegvelden, naast deze nuttige berichten staat er ook een heleboel onzin in de kranten.

Een andere eigenschap die niet in andere SimCity spellen voorkomt zijn de Arcology’s, dit zijn gebouwen die zichzelf ondersteunen. Als de speler na 2051 meer dan 250 van deze in de stad heeft staan dan zullen deze gelanceerd worden om zich te vestigen in het heelal.

## Ports en vervolgspellen
In 1993 is dit spel uitgekomen voor MS-DOS en de Apple Macintosh, maar daarna zijn er ook versies gemaakt voor de Amiga (1994), Microsoft Windows (1995), SNES (1995), Sega Saturn (1995), PlayStation (1996), Nintendo 64 (1998), Pocket PC (1999) en de Game Boy Advance (2003).
In de spellen Streets of SimCity en SimCopter is het mogelijk om een SimCity 2000-stad te importeren zodat de speler in 3D in een zelfgebouwde stad kan rondrijden en vliegen. Een soortgelijke mogelijkheid is later teruggekomen in SimCity 4.

### Network Edition
In 1995 is SimCity 2000 Network Edition uitgekomen. Deze versie van SimCity maakt het mogelijk om over een netwerk in totaal met vier spelers tegelijkertijd steden te bouwen op dezelfde kaart. De spelers kunnen hiermee met elkaar handel drijven en afspraken maken over levering van water en elektriciteit, maar de spelers kunnen elkaar hier ook dwarszitten door vervuilende gebieden tegen de rand van de andere stad te plaatsen zodat deze last heeft van de vervuiling.

## Platforms
| Jaar | Platform                                          |
| ---- | ------------------------------------------------- |
| 1993 | DOS, Macintosh                                    |
| 1994 | Acorn 32-bit, Amiga, FM Towns, PC-98, Windows 3.x |
| 1995 | SEGA Saturn, SNES, Windows                        |
| 1996 | PlayStation                                       |
| 1998 | Nintendo 64                                       |
| 2001 | Windows Mobile                                    |
| 2003 | Game Boy Advance                                  |
| 2008 | PlayStation 3                                     |
| 2009 | PSP                                               |

## Ontvangst
| Beoordeeld door         | Platform         | Datum            | Score |
| ----------------------- | ---------------- | ---------------- | ----- |
| High Score              | Macintosh        | januari 1994     | 100%  |
| Electric Playground     | Macintosh        | 7 juli 1995      | 95%   |
| PC Gamer                | DOS              | 1994             | 94%   |
| PC Games (Duitsland)    | Windows 3.x      | februari 1995    | 88%   |
| Super Power (Sweden)    | SEGA Saturn      | februari 1996    | 87%   |
| Ultimate Gamer Magazine | SEGA Saturn      | januari 1996     | 80%   |
| X64                     | Nintendo 64      | april 1998       | 80%   |
| GameSpot                | DOS              | 1 mei 1996       | 72%   |
| GameSpot                | Windows 3.x      | 1 mei 1996       | 72%   |
| GameSpot                | Game Boy Advance | 19 februari 2004 | 49%   |

## Trivia
- Het spel is opgenomen in het boek 1001 Video Games You Must Play Before You Die van Tony Mott.